# Francis Leigh (1er comte de Chichester)
Francis Leigh, 1er comte de Chichester (28 avril 1598 - 21 décembre 1653) est un homme politique royaliste et un courtisan de la période de la guerre civile anglaise . 

## Biographie
Il est le fils de sir Francis Leigh (1579-1625) (en) et de Mary, fille de Thomas Egerton (1er vicomte Brackley). Il est né et finalement enterré dans le domaine familial de King's Newnham, dans le Warwickshire. En 1613, il étudie à l'Université d'Oxford et est admis au Lincoln's Inn deux ans plus tard . 
Il est fait chevalier en 1618 et créé baronnet par le roi le 24 décembre 1618. En 1625-1626, il est élu député de Warwick. Il reste proche de Lord Brooke et, sous le règne du roi Charles Ier, est lui-même élevé au rang de baron dans le comté de Warwick le 31 juillet 1628 sous le nom de baron Dunsmore . 
Il s’oppose au roi lors du Court Parlement de 1640 et milite activement en faveur de la convocation du Long Parlement au cours de la même année. Malgré cela, il est désigné pour rencontrer les commissaires écossais à Ripon à l'automne 1640 et son opposition est encore atténuée par le militantisme des ennemis du roi et les encouragements personnels de Charles. Sa nomination en tant que conseiller privé confirme sa défection du côté de Charles. En mars 1642, il est l'un des cinq lords à avoir protesté contre l'ordonnance de la milice. Au début de la première guerre civile anglaise, il finance une troupe royaliste de quarante chevaux et est colonel de la cavalerie royaliste . 
En août 1642, les Têtes-Rondes de Coventry pillent son domaine du Warwickshire (ironiquement, sous le commandement du nouveau Lord Brooke). En 1643, il succède au comte de Salisbury en tant que capitaine de la bande honorable des pensionnés. Le 3 juin 1644, le roi récompense encore sa loyauté en le nommant comte de Chichester, avec l'héritage pour son gendre, Thomas Wriothesley, comte de Southampton . Il est capitaine des gentilshommes pensionnés, de 1644 à 1646. 
Il est négociateur pour Charles avec la partie parlementaire à Uxbridge en février 1645. Plus tard dans l'année, il siège à la commission chargée de gouverner Oxford en l'absence du roi . 
En novembre 1645, il est taxé à 3 000 £ (un chiffre comparable à son revenu annuel d'avant la guerre) par le Comité de l'avance de la monnaie et a un an pour payer. En janvier 1647, il a payé 1 000 £ et donné une garantie de 1 847 £ de plus, de sorte que la séquestration est suspendue. Par décision du 30 octobre 1646 le parlement annule les honneurs qui lui sont accordés depuis le 20 mai 1642. Finalement, en 1650, le comité de la composition du jury lui infligea une amende de 3 594 £ . Il est décédé à Apps Court à Walton on Thames, dans le Surrey, en 1653.

## Famille
Il se marie deux fois, en l'espace d'un an, avec sa première femme, en juillet 1617, Susan Banning, née Northam  décédée sans enfants. Il se remarie le 31 juillet 1617 avec la veuve Audrey, fille de John Boteler (1er baron Boteler de Brantfield) et d'Elizabeth Villiers, et nièce du favori de Jacques Ier, George Villiers (1er duc de Buckingham). Le couple a deux filles . 
Sa fille aînée, Lady Elizabeth Leigh, épouse Thomas Wriothesley (4e comte de Southampton) qui hérite du comté de Chichester à la mort de Leigh. Lady Elizabeth Wriothesley, leur unique enfant, épouse Josceline Percy (11e comte de Northumberland). 
Sa deuxième fille, Mary, épouse George Villiers, 4e vicomte Grandison. Harriet Villiers, leur petite-fille, est la mère de William Pitt l'Ancien. 